# Tibor Lubinszky

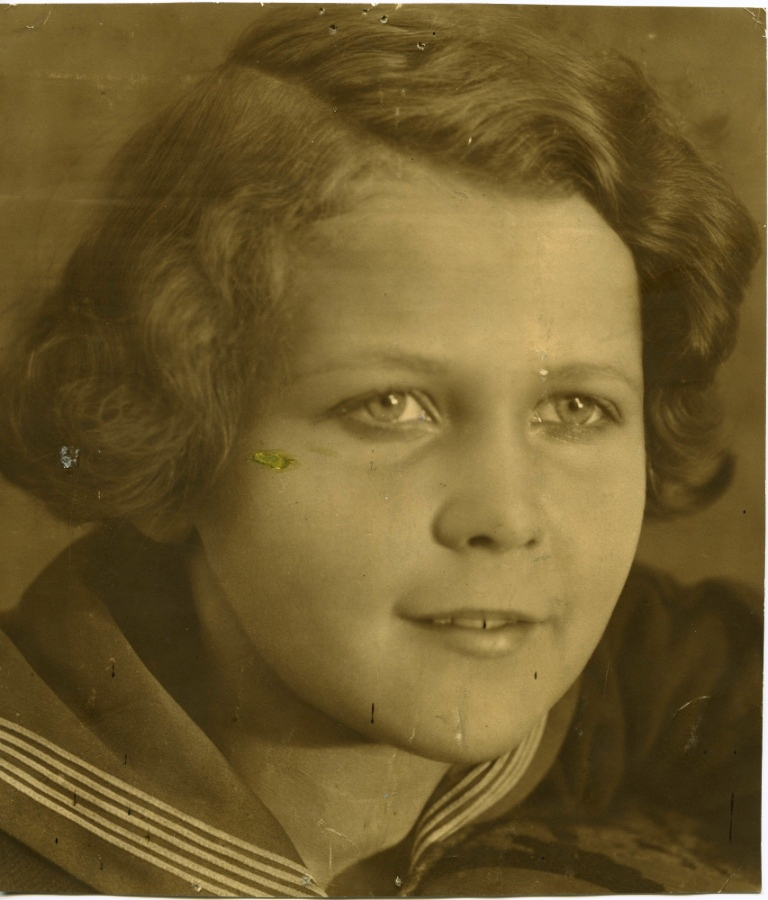
Tibor Lubinszky

Tibor Lubinszky, auch Tibi Lubinski, Manci Lubinsky, Tibi Lubinsky, (26. November 1909 in Budapest, Österreich-Ungarn – 1. April 1956 in Budapest, Ungarn) war ein ungarischer Kinderdarsteller der Stummfilmzeit.
Seine Karriere als Stummfilmdarsteller fiel in die Jahre zwischen 1917 und 1923, als er in Filmen angesehener Regisseure wie Alexander Korda und Richard Oswald auftrat. Zusammen mit Gordon Griffith, dem ersten Darsteller des jungen Tarzan, und Marie Osborne gehörte er in dieser Zeit zu den erfolgreichsten Kinderdarstellern. Als Erwachsener wurde er Apotheker. Im Zweiten Weltkrieg leistete er Frontdienst. So wurde seine Gesundheit ruiniert, und er konnte nicht geheilt werden, obwohl er Hilfe aus England erhalten hatte und Alexander Korda ihm Medikamente schickte, die in Ungarn nicht erhältlich waren. Mit 47 Jahren starb Lubinsky in Armut und Vergessenheit. 

## Filmografie
- 1917: A Tüz
- 1917: Az ösember
- 1918: A kis lord (Der kleine Lord)
- 1918: Érdekházasság
- 1919: Júlia kisasszony
- 1919: Oliver Twist
- 1920: Die Geheimnisse von London
- 1920: Prinz und Bettelknabe
- 1920: Bobby als Detektiv
- 1920: A Csodagyerek
- 1920: A színésznö
- 1920: Szép Ilonka
- 1921: Das Rätsel der Gerty Sering
- 1921: Die Spur im Dunkeln
- 1921: Revanche
- 1922: Klein Bobby auf der Fährte
- 1922: Lucrezia Borgia
- 1922: Die schwarze Lou (als Tibi Lubinsky)
- 1922: Eine versunkene Welt (als Tibi Lubinsky)
- 1922: Herren der Meere (als Tibi Lubinski)
- 1923: Az egyhuszasos lány